# 粗壮唐松草
粗壮唐松草（学名：Thalictrum robustum）为毛茛科唐松草属下的一个种。

## 扩展阅读
- 維基物種上的相關：粗壮唐松草